# Macfadyena
Macfadyena es un género con 42 especies de árboles pertenecientes a la familia Bignoniaceae.

## Descripción
Son bejucos,  con tallos en corte transversal con numerosos rayos irregulares de floema, las ramitas teretes, campos glandulares interpeciolares presentes o ausentes, pseudoestípulas pequeñas lanceoladas a ovadas; plantas juveniles distintas, creciendo muy apretadamente al árbol que las sostiene y subiendo por medio de zarcillos recurvados. Hojas maduras 2-folioladas, a veces con 1 zarcillo trífido. Inflorescencia comprimida, axilar, de pocas flores, frecuentemente reducida a una flor solitaria, flores amarillas; cáliz laxamente campanulado, membranáceo; corola tubular-campanulada, glabra; anteras glabras, tecas divaricadas; ovario linear-oblongo, menudamente lepidoto a subpuberulento; disco anular-pulvinado. Cápsula linear, comprimida, la superficie lisa.

## Taxonomía
El género fue descrito por Alphonse Pyrame de Candolle  y publicado en Prodromus Systematis Naturalis Regni Vegetabilis 9: 179–180. 1845. La especie tipo es: Macfadyena uncinata (G. Mey.) A. DC. 

## Especies
| - M. amanda - M. amazonica - M. bangii - M. bifolia - M. bipinnata - M. bracteosa - M. citrifolia - M. coccinea - M. coito - M. corymbosa - M. cynanchoides - M. dentata - M. diffusa - M. dolichandra - M. fallax - M. fenzliana - M. fockeana - M. guatemalensis - M. guttiflua - M. hassleri - M. hispida - M. japurensis | - M. laurifolia - M. lepidota - M. mollis - M. obovata - M. orinocensis - M. ovata - M. phellosperma - M. platypoda - M. podopogon - M. pubescens - M. riparia - M. simplicifolia - M. stipuloidea - M. terniflora - M. tweediana - M. uncata - M. uncinata - M. undulata - M. unguis - M. unguis-cati - M. violacea |